# تشارلز غروفز رايت أندرسون
تشارلز غروفز رايت أندرسون (بالإنجليزية: Charles Anderson)‏ هو فلاح وضابط وسياسي أسترالي، ولد في 12 فبراير 1897 في كيب تاون في جنوب أفريقيا، وتوفي في 11 نوفمبر 1988 في أستراليا. حزبياً، نشط في الحزب الوطني الأسترالي. وقد انتخب عضو مجلس النواب الأسترالي عن دائرة Division of Hume ‏ (10 ديسمبر 1955 – 9 ديسمبر 1961) وانتخب عضو مجلس النواب الأسترالي عن دائرة Division of Hume ‏ (10 ديسمبر 1949 – 28 أبريل 1951).